# Concours Eurovision de la chanson 2009
Cette page contient des caractères spéciaux ou non latins. S’ils s’affichent mal (▯, ?, etc.), consultez la page d’aide Unicode.
- Pays participants qualifiés pour la finale
- Pays participants éliminés en demi-finale
- Pays ayant participé dans le passé

Belgrade 2008 Oslo 2010
Le Concours Eurovision de la chanson 2009 est la 54e édition du concours. Il a lieu les 12, 14 et 16 mai 2009, à la Olimpiisky Indoor Arena de Moscou, en Russie, à la suite de la victoire de Dima Bilan lors de l'édition 2008 avec la chanson Believe. C'est la première fois que le pays accueille le Concours. Quarante-deux pays participent à cette édition.
La Norvège remporte cette édition avec la chanson Fairytale interprétée par Alexander Rybak, obtenant alors un score record de 387 points. L'Islande arrive en deuxième position avec 218 points. L’Azerbaïdjan termine troisième avec 207 points. La Turquie et le Royaume-Uni complètent le Top 5.

## Organisation

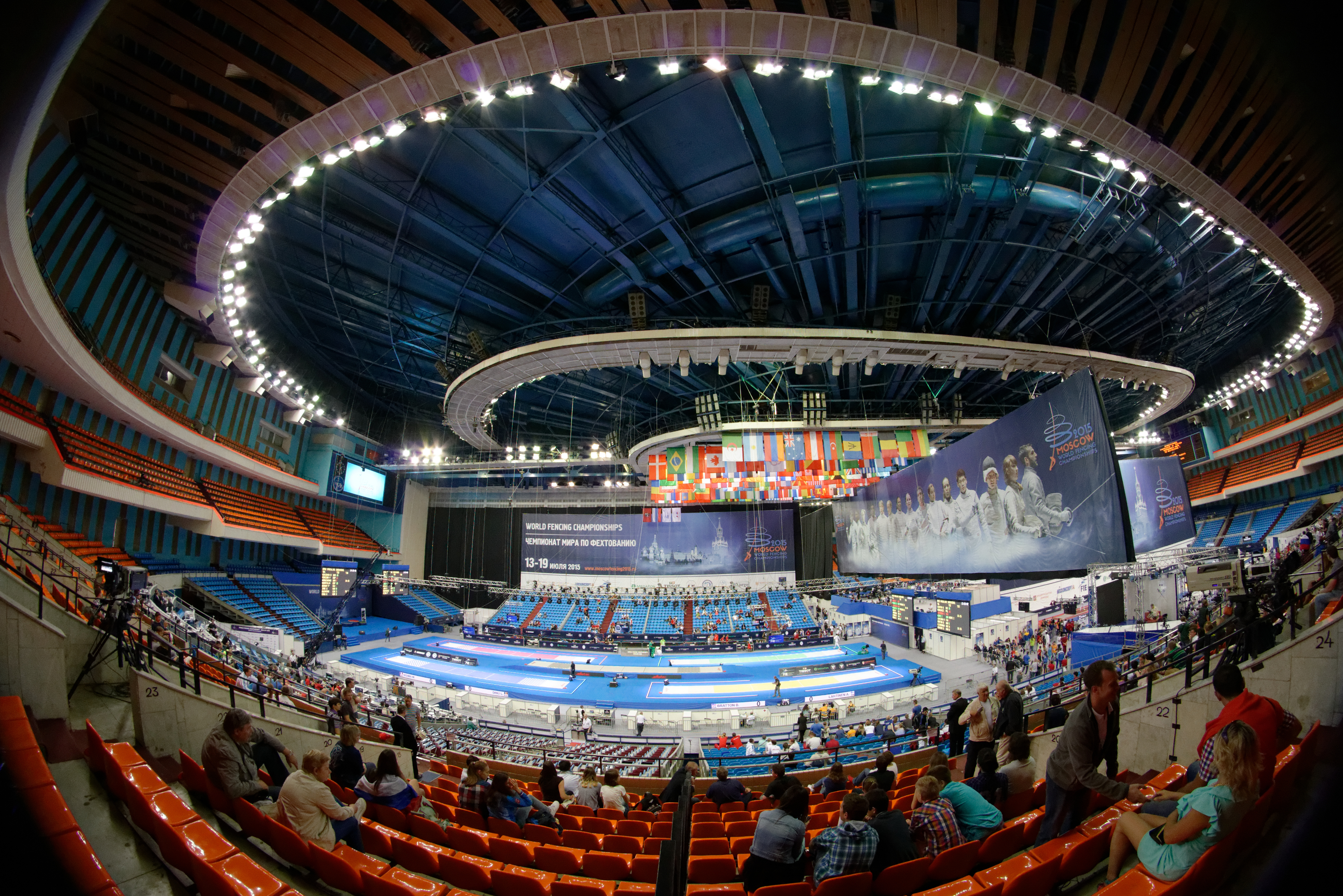
L' Olimpiisky Indoor Arena

La Russie, qui avait remporté l'édition 2008, se chargea de l’organisation de l’édition 2009. Le budget alloué pour l’évènement fut de 30 millions d’euros, un montant encore inédit dans l’histoire de l’Eurovision.
Le Concours eut lieu à l’Olimpiisky Indoor Arena, salle omnisports inaugurée en 1980.

## Nouvelle règle
À la suite des controverses des deux années précédentes sur le système de vote et ses résultats, l'UER décida de modifier le règlement du concours et de réintroduire un vote de jurys professionnels en finale. Désormais, chaque pays devrait établir deux classements : le premier selon les votes des téléspectateurs ; le second selon les votes d'un jury de cinq spécialistes. Les deux classements seraient ensuite additionnés, en prenant comme base les places obtenues par chaque chanson. La moyenne des classements respectifs donnerait les résultats finaux du pays. En cas d'égalité entre deux chansons dans les résultats finaux, le classement des téléspectateurs l'emporterait sur celui du jury. La clé de répartition des votes pour les demi-finales demeurerait inchangée.

## Pays participants
Le 12 janvier 2009, l'Union européenne de radio-télévision publie la liste officielle des participants. Elle indique la participation de quarante-trois pays. Cette édition voit le retour de laSlovaquie après onze ans d’absence (ayant participé pour la dernière fois en 1998). Saint-Marin se retire pour des raisons financières. Initialement, la Lettonie avait annoncé son retrait pour des raisons financières. Le pays revient cependant sur sa décision, une fois les fonds nécessaires trouvés. La Géorgie annonce dans un premier temps son retrait en raison de la guerre russo-géorgiennemais revient finalement sur sa décision et choisit de participer. Toutefois, le pays se retire définitivement le 11 mars 2009, sa chanson ayant été jugée politique par l'UER. La Géorgie refuse alors de modifier les paroles de la chanson ou d'en soumettre un nouvelle. Le nombre de pays participants est alors réduit à quarante-deux.

## Tirages au sort

Pays participant à la première demi-finale
Pays pré-qualifié votant dans la première demi-finale
Pays participant à la deuxième demi-finale
Pays pré-qualifié votant dans la deuxième demi-finale

Les tirages au sort des ordres de passage se déroulèrent en plusieurs étapes. Premièrement, le partenaire commercial de l’UER pour le télévote, l’entreprise allemande Digame, répartit les demi-finalistes en six lots, selon leur historique de vote et leur proximité géographique.
| Lot 1                                                                                 | Lot 2                                                       | Lot 3                                                                         | Lot 4                                                       | Lot 5                                                           | Lot 6                                                       |
| ------------------------------------------------------------------------------------- | ----------------------------------------------------------- | ----------------------------------------------------------------------------- | ----------------------------------------------------------- | --------------------------------------------------------------- | ----------------------------------------------------------- |
| - Albanie - Bosnie-Herzégovine - Croatie - Macédoine - Monténégro - Serbie - Slovénie | - Danemark - Estonie - Finlande - Islande - Norvège - Suède | - Arménie - Azerbaïdjan - Biélorussie - Géorgie - Israël - Moldavie - Ukraine | - Belgique - Bulgarie - Chypre - Grèce - Pays-Bas - Turquie | - Andorre - Irlande - Lettonie - Lituanie - Portugal - Roumanie | - Hongrie - Malte - Pologne - Tchéquie - Slovaquie - Suisse |

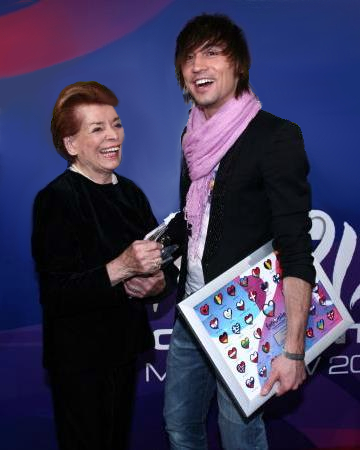
Lys Assia, gagnante de l’édition 1956, et Dima Bilan, gagnant de l’édition 2008, lors de la cérémonie des tirages au sort.

Le 30 janvier 2009, fut procédé au tirage au sort des ordres de passage pour les demi-finales. La moitié des pays de chaque lot furent inscrits dans la première demi-finale ; l'autre, dans la deuxième. Quant aux finalistes automatiques, l’Allemagne, l’Espagne et le Royaume-Uni furent inscrits dans la première demi-finale ; la France et la Russie, dans la deuxième. Par la suite, l’Espagne demanda à l’UER d'être déplacée dans la deuxième demi-finale, pour des raisons d'agenda. Cette requête lui fut accordée. Enfin, trois wildcards (jokers) furent accordées pour la première demi-finale : elles allèrent à la Bulgarie, à Malte et au Portugal. Trois wildcards (jokers) furent accordées pour la deuxième demi-finale : elles allèrent à l’Estonie, aux Pays-Bas et à l’Ukraine. Une wildcard (jokers) fut accordée en finale : elle alla à l’Espagne.

## Format et thème
Le superviseur délégué sur place par l'UER fut Svante Stockselius.
L'identité visuelle du concours fut conçue autour de l'image d'un oiseau de feu multicolore, qui servit également de logo secondaire. Pour la première fois depuis 2001, aucun slogan ne fut créé.
La scène fut conçue par le designer new yorkais John Casey, qui était déjà l'auteur de la scène de l'édition 1997. Il créa un ensemble impressionnant, inspiré par l'avant-garde russe et le constructivisme et qui intégrait un tiers de tous les écrans LED disponibles au monde. Cet ensemble se composait d'un vaste podium principal de forme trapézoïdale, posé sur un cercle et portant deux podiums secondaires plus petits. Le décor comportait douze éléments rectangulaires mobiles posés à la verticale sur le podium ; douze éléments courbes mobiles suspendus au-dessus du podium et qui pouvaient se réunir pour former un anneau ; douze éléments rectangulaires mobiles suspendus à la verticale au-dessus du podium et qui pouvaient s'ajuster aux douze précédents éléments rectangulaires ; cinq éléments rectangulaires mobiles suspendus à l'horizontale au-dessus du podium. Tous ces éléments, ainsi que le sol des podiums étaient faits d'écrans LED. Le podium principal était en outre encerclé par une structure tubulaire supportant trois arcs métalliques. L'arrière-fond était un vaste écran LED concave.

## Présentateurs
Pour la toute première fois, des présentateurs différents officièrent pour les demi-finales et la finale.
Les présentateurs des deux demi-finales furent Natalia Vodianova et Andreï Malakhov. Les présentateurs de la finale furent Alsou et Ivan Ourgant. Alsou avait représenté son pays au concours en 2000 et terminé deuxième. Tous les quatre s'exprimèrent en anglais et français, ajoutant quelques mots en russe.

## Cartes postales
Les cartes postales débutaient par un plan sur Ksenia Soukhinova, Miss Russie 2007 et Miss Monde 2008. S'ouvrait ensuite un livre animé, des pages duquel sortaient des monuments célèbres du pays participant. Ksenia Sukhinova réapparaissait à l'écran, portant les dits monuments sur ses cheveux, ainsi qu’un t-shirt aux couleurs du drapeau national du pays. À droite, étaient affichés le logo secondaire et le nom du pays. Un mot ou une expression en russe venait en conclusion, accompagné de sa traduction en anglais.
| Monténégro                                        | Tchéquie                            | Belgique                                     | Biélorussie                                 | Suède                             | Arménie                                   |
| ------------------------------------------------- | ----------------------------------- | -------------------------------------------- | ------------------------------------------- | --------------------------------- | ----------------------------------------- |
| - Добро пожаловать (Dobro požalovat') (Bienvenue) | - Привет (Privet) (Salut)           | - Хохлома (Hohloma) (Colline)                | - Каравай (Karavaj) (Miche de pain)         | - Музика (Muzika) (Musique)       | - Сибирь (Sibir') (Sibérie)               |
| Andorre                                           | Suisse                              | Turquie                                      | Israël                                      | Bulgarie                          | Islande                                   |
| - Масленица (Maslenica) (Maslenitsa)              | - Весна (Vesna) (Printemps)         | - Как дела (Kak dela) (Comment allez-vous ?) | - Хорошо (Horošo) (Bien)                    | - Красота (Krasota) (Beauté)      | - Снег (Sneg) (Neige)                     |
| Macédoine                                         | Roumanie                            | Finlande                                     | Portugal                                    | Malte                             | Bosnie-Herzégovine                        |
| - Классно (Klassno) (Cool)                        | - Танцуи (Tancui) (Danse)           | - На здоровье (Na zdorov'e!) (Santé !)       | - Пожалуйста (Požalujsta) (S'il vous plaît) | - Сказка (Skazka) (Conte de fées) | - Будь здоров (Bud' zdorov) (Soyez bénis) |
| Croatie                                           | Irlande                             | Lettonie                                     | Serbie                                      | Pologne                           | Norvège                                   |
| - Матрёшка (Matrëška) (Poupée russe)              | - Балалайка (Balalajka) (Balalaïka) | - Ура (Ura) (Hourra !)                       | - Счастье (Sčast'e) (Bonheur)               | - Вечеринка (Večerinka) (Fête)    | - Бабушка (Babuška) (Grand-mère)          |
| Chypre                                            | Slovaquie                           | Danemark                                     | Slovénie                                    | Hongrie                           | Azerbaïdjan                               |
| - Дружба (Družba) (Amitié)                        | - Медведь (Medved') (Ours)          | - Дед мороз (Ded moroz) (Père Noël)          | - Вместе (Vmeste) (Ensemble)                | - Мир (Mir) (Paix)                | - Валенки (Valenki) (Bottes d'hiver)      |
| Grèce                                             | Lituanie                            | Moldavie                                     | Albanie                                     | Ukraine                           | Estonie                                   |
| - Всего доброго (Vsego dobrogo) (Bonne chance)    | - Космос (Kosmos) (Espace)          | - Чудо (Čudo) (Miracle)                      | - Икра (Ikra) (Caviar)                      | - Шик (Šik) (Chic)                | - Гагарин (Gagarin) (Gagarine)            |
| Pays-Bas                                          | France                              | Russie                                       | Allemagne                                   | Royaume-Uni                       | Espagne                                   |
| - Зима (Zima) (Hiver)                             | - Люблю (Ljublju) (Amour)           | - Давай давай (Davaj davaj) (Allez allez)    | - Поехали (Poehali) (Va)                    | - Зажигай (Zažigaj) (Mets le feu) | - Спасибо (Spasibo) (Merci)               |

## Première demi-finale
La première demi-finale eut lieu le mardi 12 mai 2009 et dura près de deux heures.
Dix-huit pays concoururent pour une des dix places en finale. L’Allemagne et le Royaume-Uni votèrent lors de cette demi-finale.
Les représentantes israéliennes étaient les chanteuses Noa et Mira Awad. La première avait déjà remporté de grands succès commerciaux auparavant. Quant à la seconde, elle devint la toute première arabe israélienne à représenter son pays. Leur chanson, There Must Be Another Way, était un appel à la paix entre Israéliens et Palestiniens. Ce fut la deuxième fois dans l'histoire du concours qu'une chanson fut interprétée en arabe, après celle ayant représenté le Maroc, en 1980.

### Ouverture
La première demi-finale débuta par une vidéo, montrant des vues de Moscou. La capitale était parcourue par des lettres et les couleurs du logo, qui formèrent trois mots en anglais : Moscow, Eurovision et Semifinal. La caméra montra ensuite l'intérieur de la salle et une voix off débuta le récit d'un conte de fées.
À une époque lointaine, où les animaux et les plantes pouvaient parler, deux jeunes filles décident de découvrir le secret qui leur permettrait d'apprendre à voler et d'atteindre ainsi les étoiles. Elles interrogent une fleur rouge qui ne leur est d'aucun secours. Elles demandent l'aide d'un cheval magique, qui les envoie à la recherche de l'oiseau de feu, seul détenteur du secret. En chemin, les deux jeunes filles ramassent une plume de l'oiseau de feu. Ce talisman leur permet de vaincre le dragon qui pourchassait l'oiseau. Celui-ci, pour les remercier, les emporte sur ses ailes jusqu'au sommet le plus haut de la Terre, où se trouvait l'arbre des souhaits, capable de réaliser tous leurs vœux. Arrivées à l'arbre, les deux jeunes filles entendent une chanson : la chanson qui donne des ailes à tous ses heureux auditeurs.
Pour illustrer ce dernier épisode, une nacelle en forme d'oiseau de feu traversa la salle. Les deux jeunes filles étaient jouées par les jumelles Tolmachevy, gagnantes du Concours Eurovision de la chanson junior 2006. La nacelle les déposa sur la scène où les attendait l'arbre des souhaits. Les jumelles déposèrent une clé sur l'arbre et la scène tout entière s'illumina aux couleurs du logo. Les présentateurs, Natalia Vodianova et Andreï Malakhov, firent alors leur entrée pour les salutations d'usage. Ils conclurent leur intervention, en s'exclamant : « From Russia with love! »

### Pauses commerciales
Durant la première pause commerciale, fut montrée une vidéo sur les préparatifs du concours, l’arrivée des participants à Moscou et la semaine des répétitions.
Durant la seconde pause, le reporter Dmitri Shepelev prit la parole depuis la green room.

### Entracte
Le spectacle d'entracte débuta par une vidéo récapitulant différentes victoires déjà décrochées par la Russie : au Concours Eurovision de la chanson, en 2008 ; à la Coupe de l'UEFA, en 2008 ; au Concours Miss Monde, en 2008 et au Championnat du monde de hockey sur glace, en 2009.
S’ensuivit un medley de chansons populaires russes, interprété par les Chœurs de l'Armée rouge. Ils furent accompagnés par des danseurs et chantèrent notamment Kalinka et Otchi tchornye. À la fin du medley, le groupe t.A.T.u. (qui avait représenté la Russie au concours en 2003 et terminé troisième) apparut et chanta Not Gonna Get Us.
L’entracte se conclut par la présentation des cinq chansons déjà qualifiées pour la finale et une courte intervention de Dmitri Shepelev depuis la green room.

### Vote
Les résultats furent déterminés par une combinaison entre les votes des téléspectateurs et ceux des jurys. Les téléspectateurs votèrent par téléphone et par SMS et décidèrent de la qualification de leurs neuf chansons préférées. Les jurys votèrent de leur côté et décidèrent de la qualification de la dixième et dernière chanson. Il s’agissait de celle la plus haut placée dans leur classement, qui n’avait pas été qualifiée par les téléspectateurs. Les détails du vote ne furent révélés qu’après la finale du samedi, pour maintenir le suspense intact.
Le vote fut lancé par les présentateurs au moyen d’un bouton-poussoir et de la phrase rituelle « Europe, start voting ! ». Le temps imparti pour le télévote fut conclu par un décompte des dix dernières secondes et la phrase « Stop voting ! ».
Les résultats furent révélés en direct par les présentateurs. Pour la toute première fois, ils n'ouvrirent plus d'enveloppes réelles sur scène. Les noms de pays finalistes étaient désormais dissimulés dans des enveloppes virtuelles, générées par ordinateur. Les présentateurs appuyèrent à dix reprises sur un bouton-poussoir, qui faisait tourner les enveloppes virtuelles et en choisissait une au hasard. L'enveloppe sélectionnée se retournait alors, dévoilant le drapeau et le nom du pays finaliste.

### Résultats
Durant l’annonce des résultats, la caméra fit systématiquement un plan sur les artistes qualifiés. Apparurent ainsi à l'écran et dans l'ordre : Hadise, Malena Ernman, Noa et Mira Awad, Flor-de-Lis, Chiara Siracusa, Waldo's people, Regina, Elena Gheorghe, Inga & Anush et Yohanna.
Dix pays se qualifièrent donc pour la finale : l'Arménie, la Bosnie-Herzégovine, la Finlande, l'Islande, Israël, Malte, le Portugal, la Roumanie, la Suède et la Turquie. La demi-finale se conclut par la montée sur scène et l’acclamation des dix nouveaux finalistes. Les huit pays non qualifiés conservèrent leur droit de vote pour la finale.
La Tchéquie termina dernière avec « nul point ». Ce fut le premier « nul point » depuis 2004.
| Ordre | Pays               | Artiste(s)        | Chanson                                    | Langue(s)              | Place | Points |
| ----- | ------------------ | ----------------- | ------------------------------------------ | ---------------------- | ----- | ------ |
| 01    | Monténégro         | Andrea Demirović  | Just Get Out of My Life                    | Anglais                | 11    | 44     |
| 02    | Tchéquie           | Gipsy.cz          | Aven Romale                                | Anglais                | 18    | 0      |
| 03    | Belgique           | Patrick Ouchène   | Copycat                                    | Anglais                | 17    | 1      |
| 04    | Biélorussie        | Petr Elfimov      | Eyes That Never Lie                        | Anglais                | 13    | 25     |
| 05    | Suède              | Malena Ernman     | La voix                                    | Anglais, français      | 4     | 105    |
| 06    | Arménie            | Inga & Anush      | Jan Jan (Ջան ջան)                          | Anglais, arménien      | 5     | 99     |
| 07    | Andorre            | Susanna Georgi    | La teva decisió (Get a Life)               | Catalan, anglais       | 15    | 8      |
| 08    | Suisse             | Lovebugs          | The Highest Heights                        | Anglais                | 14    | 15     |
| 09    | Turquie            | Hadise            | Düm Tek Tek                                | Anglais                | 2     | 172    |
| 10    | Israël             | Noa & Mira Awad   | There Must Be Another Way                  | Anglais, hébreu, arabe | 7     | 75     |
| 11    | Bulgarie           | Krassimir Avramov | Illusion                                   | Anglais                | 16    | 7      |
| 12    | Islande            | Yohanna           | Is It True?                                | Anglais                | 1     | 174    |
| 13    | Macédoine          | Next Time         | Nešto što kje ostane (Нешто што ќе остане) | Macédonien             | 10    | 45     |
| 14    | Roumanie           | Elena             | The Balkan Girls                           | Anglais                | 9     | 67     |
| 15    | Finlande           | Waldo's people    | Lose Control                               | Anglais                | 12    | 42     |
| 16    | Portugal           | Flor-de-Lis       | Todas as ruas do amor                      | Portugais              | 8     | 70     |
| 17    | Malte              | Chiara            | What If We                                 | Anglais                | 6     | 86     |
| 18    | Bosnie-Herzégovine | Regina            | Bistra voda                                | Bosnien                | 3     | 125    |

- Choisi par les téléspectateurs
- Choisi par les jurys

## Deuxième demi-finale
La deuxième demi-finale eut lieu le jeudi 14 mai 2009 et dura près de deux heures.
Dix-neuf pays concoururent pour une des dix places en finale. La France, la Russie et l'Espagne votèrent dans cette demi-finale.
La chanson danoise avait été écrite et composée par le chanteur irlandais Ronan Keating. Ce dernier était membre du groupe Boyzone et avait présenté le concours en 1997.
La sélection hongroise connut quelques rebondissements. La télévision publique avait d’abord sélectionné la chanson Nem Éleg, interprétée par Mark Zentai. Mais celle-ci fut disqualifiée, car elle avait été publiée avant la date limite du 1er octobre 2008. Fut ensuite retenue Magányos Csónak, par Kátya Tompos. Mais la chanteuse se désista rapidement, étant prise par d’autres engagements artistiques en mai 2009. Finalement, ce fut une troisième chanson, Dance with Me, interprétée par Zoli Ádok, qui représenta la Hongrie au Concours.
La représentante ukrainienne, Svetlana Loboda, voulut faire de sa prestation, un spectacle à grand budget. Elle opta pour des costumes spectaculaires et un décor composé de trois roues géantes. Il lui en coûta finalement 80 000 euros. Pour financer ce projet et obtenir un autre prêt de sa banque, elle dut renégocier l’hypothèque de son appartement de Kiev.

### Ouverture
La deuxième demi-finale débuta par une vidéo, montrant des vues de Moscou. La capitale était parcourue par des lettres et les couleurs du logo, qui formèrent trois mots en anglais : Moscow, Eurovision et Semifinal. La caméra montra ensuite l'intérieur de la salle. Un ensemble composé du Quartet Terem, de la fanfare des Forces Aériennes russes et des ballets Kostroma et Art Dogs interpréta un medley de chansons célèbres du concours. Dans l'ordre : Nel blu dipinto di blu, Waterloo, Ding-A-Dong, Diva et Believe. À la fin du medley, les présentateurs, Natalia Vodianova et Andreï Malakhov, firent leur entrée sur scène pour les salutations d'usage.

### Pauses commerciales
Durant la première pause commerciale, fut montrée une vidéo sur les vainqueurs du concours qui avaient fait le déplacement à Moscou. Apparurent ainsi Lys Assia, qui avait remporté la victoire en 1956 ; Teach-In, en 1975 ; Dana International, en 1998 ; Marija Šerifović, en 2007 ; Ruslana, en 2004 et Dima Bilan, en 2008.
Durant la seconde pause, Dmitri Shepelev prit la parole depuis la green room.

### Entracte
Le spectacle d'entracte débuta par une vidéo montrant certains des participants en train de peindre une fresque. S’ensuivit un ballet interprété par l'Ensemble Igor Moïsseïev. Il s'agissait d'un pot-pourri de danses folkloriques d'Espagne, de Hongrie, de Bulgarie, de Grèce et de Russie.
L’entracte se conclut par la présentation des cinq chansons déjà qualifiées pour la finale.

### Vote
Les résultats furent déterminés par une combinaison entre les votes des téléspectateurs et ceux des jurys. Les téléspectateurs votèrent par téléphone et par SMS et décidèrent de la qualification de leurs neuf chansons préférées. Les jurys votèrent de leur côté et décidèrent de la qualification de la dixième et dernière chanson. Il s’agissait de celle la plus haut placée dans leur classement, qui n’avait pas été qualifiée par les téléspectateurs. Les détails du vote ne furent révélés qu’après la finale du samedi, pour maintenir le suspense intact.
Le vote fut lancé par les présentateurs au moyen d’un bouton-poussoir et de la phrase rituelle : « Europe, start voting now ! ». Le temps imparti pour le télévote fut conclu par un décompte des dix dernières secondes et la phrase « Stop voting ! ».
Les résultats furent révélés en direct par les présentateurs. Ils appuyèrent à dix reprises sur un bouton-poussoir, qui faisait tourner des enveloppes virtuelles et en choisissait une au hasard. L'enveloppe sélectionnée se retournait alors, dévoilant le drapeau et le nom du pays finaliste.

### Résultats
Durant l’annonce des résultats, la caméra fit systématiquement un plan sur les artistes qualifiés. Apparurent ainsi à l'écran et dans l'ordre : AySel et Arash, Igor Cukrov, Svetlana Loboda, Sasha Son, Kejsi Tola, Nelly Ciobanu, Brinck, Urban Symphony, Alexander Rybak et Sakis Rouvas.
Dix pays se qualifièrent donc pour la finale : l'Albanie, l'Azerbaïdjan, la Croatie, le Danemark, l’Estonie, la Grèce, la Lituanie, la Moldavie, la Norvège et l'Ukraine. La demi-finale se conclut par la montée sur scène et l’acclamation des dix nouveaux finalistes. Les neuf pays non qualifiés conservèrent leur droit de vote pour la finale.
| Ordre | Pays        | Artiste(s)                  | Chanson                            | Langue(s)        | Place | Points |
| ----- | ----------- | --------------------------- | ---------------------------------- | ---------------- | ----- | ------ |
| 01    | Croatie     | Igor Cukrov feat. Andrea    | Lijepa Tena                        | Croate           | 13    | 43     |
| 02    | Irlande     | Sinéad Mulvey & Black Daisy | Et cetera                          | Anglais          | 11    | 60     |
| 03    | Lettonie    | Intars Busulis              | Probka (Пробка)                    | Russe            | 19    | 7      |
| 04    | Serbie      | Marko Kon & Milan Nikolić   | Cipela                             | Serbe            | 10    | 60     |
| 05    | Pologne     | Lidia Kopania               | I Don't Wanna Leave                | Anglais          | 12    | 52     |
| 06    | Norvège     | Alexander Rybak             | Fairytale                          | Anglais          | 1     | 201    |
| 07    | Chypre      | Christína Metaxá            | Firefly                            | Anglais          | 14    | 32     |
| 08    | Slovaquie   | Kamil Mikulčík & Nela       | Leť tmou                           | Slovaque         | 18    | 8      |
| 09    | Danemark    | Brinck                      | Believe Again                      | Anglais          | 8     | 69     |
| 10    | Slovénie    | Quartissimo feat. Martina   | Love Symphony                      | Anglais, slovène | 16    | 14     |
| 11    | Hongrie     | Zoli Ádok                   | Dance with Me                      | Anglais          | 15    | 16     |
| 12    | Azerbaïdjan | AySel & Arash               | Always                             | Anglais          | 2     | 180    |
| 13    | Grèce       | Sákis Rouvás                | This Is Our Night                  | Anglais          | 4     | 110    |
| 14    | Lituanie    | Sasha Son                   | Love                               | Anglais, russe   | 9     | 66     |
| 15    | Moldavie    | Nelly Ciobanu               | Hora din Moldova                   | Roumain, anglais | 5     | 106    |
| 16    | Albanie     | Kejsi Tola                  | Carry Me in Your Dreams            | Anglais          | 7     | 73     |
| 17    | Ukraine     | Svetlana Loboda             | Be My Valentine (Anti-Crisis Girl) | Anglais          | 6     | 80     |
| 18    | Estonie     | Urban Symphony              | Rändajad                           | Estonien         | 3     | 115    |
| 19    | Pays-Bas    | De Toppers                  | Shine                              | Anglais          | 17    | 11     |

- Choisi par les téléspectateurs
- Choisi par les jurys

## Finale
La finale eut lieu le samedi 16 mai 2009 et dura près de trois heures et quinze minutes.
Vingt-cinq pays concoururent pour la victoire : les « Big Four », le pays hôte et les vingt pays qualifiés des deux demi-finales.
La représentante française était la chanteuse Patricia Kaas, qui avait déjà remporté de très grands succès commerciaux dans sa carrière et qui était extrêmement populaire en Russie. Sa participation au concours suscita un vif intérêt chez les téléspectateurs français. Ils furent 5,71 millions à suivre la finale, en direct sur France 3, un record d'audience pour la chaîne et d'un score d'audimat inédit depuis 1995.
La représentante russe, Anastassia Prykhodko, utilisa un effet spécial inédit pour sa prestation. Son visage apparut sur six écrans différents, en train de chanter de concert avec elle. Au fil de la chanson, les visages se mirent à vieillir subtilement et leurs cheveux à grisonner. Tout à la fin, les visages étaient devenus ceux d'une vieille femme en pleurs.
Pour leur prestation, les représentants allemands, Alex Christensen et Oscar Loya, se firent accompagner sur scène par la stripteaseuse burlesque Dita von Teese. Juchée sur un sofa noir en forme de bouche, elle se déshabilla lentement, puis vint ouvrir la chemise d'Oscar Loya, avant de sortir une cravache.
La chanson représentant le Royaume-Uni avait été écrite et composée par Andrew Lloyd Webber et Diane Warren. Lloyd Webber prit place sur la scène et accompagna au piano la chanteuse Jade Ewen. Cette dernière connut un léger incident durant sa prestation. S'étant un peu trop approchée d'un de ses violonistes, celui-ci heurta de la main son micro. Ewen continua cependant son numéro, sans autre difficulté.

### Ouverture
La finale débuta par une vidéo, montrant des vues de Moscou. La capitale était parcourue par des lettres et les couleurs du logo, qui formèrent trois mots en anglais : Moscow, Eurovision et Final. La caméra montra ensuite l'intérieur de la salle et la scène. Le Cirque du Soleil y exécuta un numéro inspiré par la parabole biblique de l'Enfant Prodigue.
Dima Bilan, le gagnant de l'année précédente, apparut alors et traversa les airs, suspendu à un câble. Il était revêtu d'un trench-coat, qui resta coincé dans son harnais lorsqu'il l'ôta. Sur son chemin jusqu'à la scène, il rencontra plusieurs obstacles : un groupe de jeunes filles, un premier mur, des paparazzis, puis deux autres murs. Il arriva enfin sur le podium et interpréta sa chanson victorieuse, Believe. Les présentateurs, Alsou et Ivan Ourgant, firent ensuite leur entrée en scène, pour les salutations d'usage.

### Pauses commerciales
Durant la première pause commerciale, fut montrée une vidéo où la journaliste Irena Ponaroshku expliquait aux téléspectateurs que les Russes avaient la musique et la chanson en passion. Elle tendit son micro à trois policiers, un conducteur de taxi et trois passants, qui tous lui chantèrent Kalinka.
Durant la seconde pause, fut montrée une vidéo où la journaliste Irena Ponaroshku demandait à certains participants de jouer une chanson folklorique russe. Ceux-ci expliquèrent que cette chanson parlait de deux femmes, que Pouchkine en avait rédigé les paroles et Tchaïkovski, la partition, qu'elle était très populaire en Russie et était devenue un hymne du concours. Il s'agissait en réalité d'une plaisanterie : les participants interprétèrent ensemble Not Gonna Get Us du groupe t.A.T.u..

### Entracte
Le spectacle d'entracte débuta par une vidéo où la journaliste Irena Ponaroshku emmenait plusieurs participants à la découverte de la culture russe. Elle démonta plusieurs idées reçues sur la Russie et ses habitants. La caméra passa ensuite dans la green room où Dmitri Shepelev fit répéter quelques mots en russe aux participants.
S'ensuivit une représentation de l'ensemble argentin Fuerza Bruta. Il s'agissait de numéros exécutés par des acrobates suspendus dans la salle et dans la green room ou placés dans des piscines de plexiglas, elles-mêmes suspendues au-dessus des spectateurs et des délégations.

### Vote
Les résultats du vote furent déterminés moitié par les téléspectateurs, moitié par les jurys nationaux. Les téléspectateurs votèrent par téléphone et par SMS pour leurs chansons préférées. Les votes ainsi exprimés furent agrégés en 1, 2, 3, 4, 5, 6, 7, 8, 10 et 12 points. Les jurys classèrent de même leurs chansons préférées. Les deux classements furent combinés pour donner les résultats finaux. La compagnie Digame enregistra un nouveau record de votes par téléphone : 8.825.527 (soit 20 % de plus que l’année précédente).
La procédure de télévote rencontra deux problèmes. Premièrement, en Hongrie, l'opérateur téléphonique ne put comptabiliser les votes par téléphone. Seuls les votes par SMS purent être enregistrés. Deuxièmement, en Norvège, l'opérateur téléphonique ne put comptabiliser aucun des votes des téléspectateurs. Par conséquent, seuls les votes du jury norvégien furent pris en compte.
Comme l’année précédente, l’ordre de passage des pays durant la procédure de vote fut déterminé par tirage au sort. Les points de un à sept s’affichèrent automatiquement sur le tableau de vote. Les porte-paroles, contactés par satellite, énoncèrent les trois résultats principaux : « huit », « dix » et « douze points ».
Le vote fut lancé depuis la Station spatiale internationale, par les astronautes Koichi Wakata et Guennadi Padalka au moyen de la phrase rituelle : « Europe, start voting now ! ». Le temps imparti pour le télévote fut conclu par un décompte des dix dernières secondes et la phrase « Stop voting ! ».
Durant le vote, la caméra fit systématiquement un plan sur les participants qui recevaient « douze points ». Apparurent ainsi à l'écran Alexander Rybak, Hadise, Yohanna, Inga & Anush, Regina, Soraya Arnelas, Urban Symphony, Sakis Rouvas, Jade Ewen, Igor Cukrov, AySel et Arash, Nelly Ciobanu, Elena Gheorghe et Anastassia Prykhodko.
La Norvège s'empara de la tête dès le premier vote et mena ensuite jusqu'à la fin, obtenant des points de chaque pays participant sans aucune exception. Cela permit à plusieurs porte-paroles de faire allusion à Alexander Rybak et sa chanson. La porte-parole islandaise dit : « And finally, our twelve points go to the cutest guy in the contest : Norway ! » ; le porte-parole letton : « And finally, twelve points for our evening's fairytale : Norway ! » ; la porte-parole ukrainienne : « And of course, Ukrainians also love fairytales : twelve points go to Norway ! » ; la porte-parole néerlandaise : « And the final and famous twelve points go to someone I fell in love with tonight, but too bad, it's just a fairytale : Norway ! » et la porte-parole hongroise : « And the Hungary twelve points go to, what a surprise, Norway ! ».

### Résultats

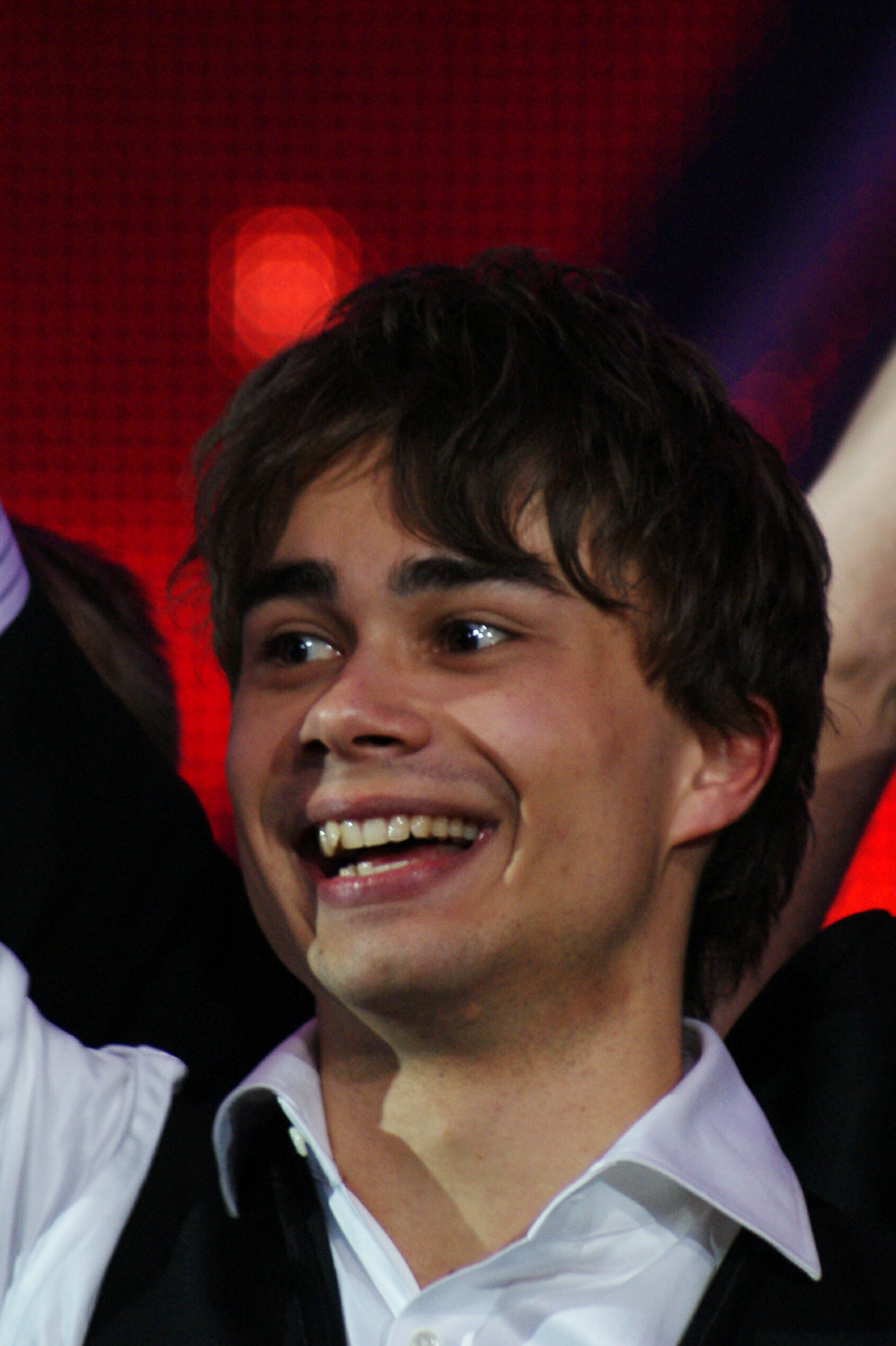
Le vainqueur, Alexander Rybak, après la remise du trophée.

Ce fut la troisième victoire de la Norvège au concours. Cette victoire coïncida avec la fête nationale norvégienne : le Jour de la Constitution.
Alexander Rybak reçut le trophée de la victoire des mains de Dima Bilan, gagnant de l'année précédente, et de Lys Assia, première gagnante du Concours, en 1956. Il remercia la Russie, la Norvège, l'Europe et les téléspectateurs, en anglais, en russe et en norvégien. Après le concours, sa chanson rencontra un très grand succès commercial partout en Europe.
Trois records furent établis ce soir-là. Premièrement, celui du nombre maximal de points obtenus par une chanson gagnante : 387. Le record précédent était détenu par la Finlande, avec 292 points, lors de l’édition 2006. Le système de vote ayant subi des changements majeurs en 2016, ce record tient toujours dans le cadre du système de vote utilisé à l'époque. Deuxièmement, celui du plus grand nombre de points séparant la chanson gagnante et la chanson ayant terminé deuxième : 169. Le record précédent datait de 1997. 70 points avaient alors séparé le Royaume-Uni de l'Irlande. Ce record demeure toujours inégalé. Troisièmement, celui du plus grand nombre de « douze points » obtenu par une chanson gagnante : 16. Le record précédent était détenu par le Royaume-Uni, qui en avait obtenu 10, en 1997. Ce record fut battu en 2012, lorsque la Suède en obtint 18.
Finalement, 122 millions de téléspectateurs suivirent les trois soirées en direct, soit une progression de 16 % par rapport à l’année précédente.
| Ordre | Pays               | Artiste(s)                | Chanson                            | Langue(s)              | Place | Points |
| ----- | ------------------ | ------------------------- | ---------------------------------- | ---------------------- | ----- | ------ |
| 01    | Lituanie           | Sasha Son                 | Love                               | Russe, anglais         | 23    | 23     |
| 02    | Israël             | Noa & Mira Awad           | There Must Be Another Way          | Anglais, hébreu, arabe | 16    | 53     |
| 03    | France             | Patricia Kaas             | Et s'il fallait le faire           | Français               | 8     | 107    |
| 04    | Suède              | Malena Ernman             | La voix                            | Anglais, français      | 21    | 33     |
| 05    | Croatie            | Igor Cukrov feat. Andrea  | Lijepa Tena                        | Croate                 | 18    | 45     |
| 06    | Portugal           | Flor-de-Lis               | Todas as ruas do amor              | Portugais              | 15    | 57     |
| 07    | Islande            | Yohanna                   | Is It True?                        | Anglais                | 2     | 218    |
| 08    | Grèce              | Sákis Rouvás              | This Is Our Night                  | Anglais                | 7     | 120    |
| 09    | Arménie            | Inga & Anush              | Jan Jan (Ջքն ջքն)                  | Anglais, arménien      | 10    | 92     |
| 10    | Russie H T         | Anastassia Prykhodko      | Mamo (Мамо)                        | Russe, ukrainien       | 11    | 91     |
| 11    | Azerbaïdjan        | AySel & Arash             | Always                             | Anglais                | 3     | 207    |
| 12    | Bosnie-Herzégovine | Regina                    | Bistra voda                        | Bosnien                | 9     | 106    |
| 13    | Moldavie           | Nelly Ciobanu             | Hora din Moldova                   | Roumain, anglais       | 14    | 69     |
| 14    | Malte              | Chiara                    | What If We                         | Anglais                | 22    | 31     |
| 15    | Estonie            | Urban Symphony            | Rändajad                           | Estonien               | 6     | 129    |
| 16    | Danemark           | Brinck                    | Believe Again                      | Anglais                | 13    | 74     |
| 17    | Allemagne          | Alex Swings & Oscar Sings | Miss Kiss Kiss Bang                | Anglais                | 20    | 35     |
| 18    | Turquie            | Hadise                    | Düm Tek Tek                        | Anglais                | 4     | 177    |
| 19    | Albanie            | Kejsi Tola                | Carry Me in Your Dreams            | Anglais                | 17    | 48     |
| 20    | Norvège            | Alexander Rybak           | Fairytale                          | Anglais                | 1     | 387    |
| 21    | Ukraine            | Svetlana Loboda           | Be My Valentine (Anti-Crisis Girl) | Anglais                | 12    | 76     |
| 22    | Roumanie           | Elena Gheorghe            | The Balkan Girls                   | Anglais                | 19    | 40     |
| 23    | Royaume-Uni        | Jade Ewen                 | It's My Time                       | Anglais                | 5     | 173    |
| 24    | Finlande           | Waldo's people            | Lose Control                       | Anglais                | 25    | 22     |
| 25    | Espagne            | Soraya Arnelas            | La noche es para mí                | Espagnol, anglais      | 24    | 23     |

### Répartition des points
| Place | Téléspectateurs    | Points | Jurys              | Points |
| ----- | ------------------ | ------ | ------------------ | ------ |
| 1     | Norvège            | 378    | Norvège            | 312    |
| 2     | Azerbaïdjan        | 253    | Islande            | 260    |
| 3     | Turquie            | 203    | Royaume-Uni        | 223    |
| 4     | Islande            | 173    | France             | 164    |
| 5     | Grèce              | 151    | Estonie            | 124    |
| 6     | Estonie            | 129    | Danemark           | 120    |
| 7     | Bosnie-Herzégovine | 124    | Turquie            | 114    |
| 8     | Arménie            | 121    | Azerbaïdjan        | 112    |
| 9     | Russie             | 118    | Israël             | 107    |
| 10    | Royaume-Uni        | 105    | Moldavie           | 93     |
| 11    | Albanie            | 81     | Grèce              | 93     |
| 12    | Ukraine            | 70     | Bosnie-Herzégovine | 90     |
| 13    | Moldavie           | 66     | Malte              | 87     |
| 14    | Roumanie           | 64     | Allemagne          | 73     |
| 15    | Suède              | 59     | Arménie            | 71     |
| 16    | Croatie            | 55     | Ukraine            | 68     |
| 17    | France             | 54     | Russie             | 67     |
| 18    | Portugal           | 45     | Portugal           | 64     |
| 19    | Danemark           | 40     | Croatie            | 58     |
| 20    | Lituanie           | 38     | Lituanie           | 31     |
| 21    | Espagne            | 38     | Roumanie           | 31     |
| 22    | Finlande           | 30     | Suède              | 27     |
| 23    | Allemagne          | 18     | Albanie            | 26     |
| 24    | Malte              | 18     | Finlande           | 12     |
| 25    | Israël             | 15     | Espagne            | 9      |

## Anciens participants
| Artiste      | Pays  | Année(s) précédente(s) |
| ------------ | ----- | ---------------------- |
| Chiara       | Malte | 1998, 2005             |
| Sakis Rouvas | Grèce | 2004                   |

## Tableaux des votes

### Première demi-finale
| Drapeau du Monténégro | Drapeau de la Tchéquie                            | Drapeau de la Belgique |    | Drapeau de la Suède | Drapeau de l'Arménie | Drapeau d'Andorre | Drapeau de la Suisse | Drapeau de la Turquie | Drapeau d’Israël | Drapeau de la Bulgarie | Drapeau de l'Islande | Drapeau de la Macédoine du Nord | Drapeau de la Roumanie | Drapeau de la Finlande | Drapeau du Portugal | Drapeau de Malte | Drapeau de la Bosnie-Herzégovine | Drapeau de l'Allemagne | Drapeau du Royaume-Uni | Total |    |     |
| Pays                  | Monténégro                                        |                        | –  | –                   | 3                    | –                 | 5                    | 1                     | 2                | 5                      | 1                    | –                               | –                      | 8                      | –                   | –                | 1                                | 6                      | 10                     | 2     | –  | 44  |
| Pays                  | Tchéquie                                          | –                      |    | –                   | –                    | –                 | –                    | –                     | –                | –                      | –                    | –                               | –                      | –                      | –                   | –                | –                                | –                      | –                      | –     | –  | 0   |
| Pays                  | Belgique                                          | –                      | –  |                     | –                    | –                 | 1                    | –                     | –                | –                      | –                    | –                               | –                      | –                      | –                   | –                | –                                | –                      | –                      | –     | –  | 1   |
| Pays                  | Biélorussie                                       | 2                      | 1  | –                   |                      | 1                 | 4                    | –                     | –                | –                      | 4                    | 1                               | 1                      | 6                      | –                   | 4                | –                                | 1                      | –                      | –     | –  | 25  |
| Pays                  | Suède                                             | –                      | 6  | 4                   | 7                    |                   | 8                    | 7                     | 4                | 4                      | 7                    | –                               | 10                     | 3                      | 4                   | 10               | 8                                | 8                      | 4                      | 4     | 7  | 105 |
| Pays                  | Arménie                                           | 4                      | 12 | 10                  | 10                   | 5                 |                      | –                     | 1                | 10                     | 10                   | 8                               | 2                      | 2                      | 8                   | 1                | –                                | –                      | 1                      | 10    | 5  | 99  |
| Pays                  | Andorre                                           | –                      | –  | –                   | –                    | –                 | –                    |                       | –                | 1                      | –                    | –                               | –                      | –                      | –                   | –                | 4                                | 3                      | –                      | –     | –  | 8   |
| Pays                  | Suisse                                            | –                      | –  | –                   | 2                    | 2                 | –                    | 2                     |                  | –                      | –                    | –                               | –                      | –                      | –                   | 5                | 2                                | –                      | 2                      | –     | –  | 15  |
| Pays                  | Turquie                                           | 8                      | 5  | 12                  | 6                    | 7                 | 10                   | 5                     | 12               |                        | 6                    | 12                              | 7                      | 12                     | 12                  | 7                | 5                                | 10                     | 12                     | 12    | 12 | 172 |
| Pays                  | Israël                                            | 5                      | 4  | 3                   | 4                    | 6                 | 7                    | 8                     | 5                | 3                      |                      | 4                               | 6                      | 1                      | 3                   | 6                | –                                | 4                      | –                      | 5     | 1  | 75  |
| Pays                  | Bulgarie                                          | –                      | –  | –                   | –                    | –                 | –                    | –                     | –                | 2                      | –                    |                                 | –                      | 5                      | –                   | –                | –                                | –                      | –                      | –     | –  | 7   |
| Pays                  | Islande                                           | 7                      | 10 | 7                   | 12                   | 12                | 12                   | 10                    | 7                | 8                      | 12                   | 6                               |                        | 4                      | 10                  | 12               | 12                               | 12                     | 7                      | 6     | 8  | 174 |
| Pays                  | Macédoine                                         | 10                     | 3  | –                   | –                    | –                 | –                    | –                     | 6                | 6                      | –                    | 10                              | –                      |                        | 2                   | –                | –                                | –                      | 8                      | –     | –  | 45  |
| Pays                  | Roumanie                                          | 6                      | –  | 2                   | 1                    | –                 | 2                    | 4                     | –                | 7                      | 8                    | 5                               | 4                      | 7                      |                     | –                | 10                               | 2                      | 6                      | 1     | 2  | 67  |
| Pays                  | Finlande                                          | 3                      | –  | 1                   | –                    | 10                | –                    | 3                     | –                | –                      | –                    | –                               | 12                     | –                      | 1                   |                  | 3                                | 5                      | –                      | –     | 4  | 42  |
| Pays                  | Portugal                                          | –                      | 2  | 6                   | –                    | 3                 | –                    | 12                    | 10               | –                      | 2                    | 2                               | 8                      | –                      | 7                   | 2                |                                  | –                      | 3                      | 7     | 6  | 70  |
| Pays                  | Malte                                             | 1                      | 7  | 8                   | 8                    | 4                 | 3                    | 6                     | 3                | –                      | 5                    | 3                               | 5                      | –                      | 6                   | 3                | 6                                |                        | 5                      | 3     | 10 | 86  |
| Pays                  | Bosnie-Herzégovine                                | 12                     | 8  | 5                   | 5                    | 8                 | 6                    | –                     | 8                | 12                     | 3                    | 7                               | 3                      | 10                     | 5                   | 8                | 7                                | 7                      |                        | 8     | 3  | 125 |
| Pays                  | Le tableau suit l'ordre de passage des candidats. |                        |    |                     |                      |                   |                      |                       |                  |                        |                      |                                 |                        |                        |                     |                  |                                  |                        |                        |       |    |     |

### Deuxième demi-finale
| Drapeau de la Croatie                             | Drapeau de l'Irlande | Drapeau de la Lettonie | Drapeau de la Serbie | Drapeau de la Pologne | Drapeau de la Norvège | Drapeau de Chypre | Drapeau de la Slovaquie | Drapeau du Danemark | Drapeau de la Slovénie | Drapeau de la Hongrie | Drapeau de l'Azerbaïdjan | Drapeau de la Grèce | Drapeau de la Lituanie | Drapeau de la Moldavie | Drapeau de l'Albanie | Drapeau de l'Ukraine | Drapeau de l'Estonie | Drapeau des Pays-Bas | Drapeau de la France | Drapeau de la Russie | Drapeau de l'Espagne | Total |     |
| Pays                                              |                      |                        |                      |                       |                       |                   |                         |                     |                        |                       |                          |                     |                        |                        |                      |                      |                      |                      |                      |                      |                      |       |     |
| Croatie                                           |                      | –                      | –                    | 12                    | –                     | –                 | 2                       | –                   | –                      | 10                    | 1                        | –                   | –                      | –                      | 3                    | 1                    | 1                    | –                    | –                    | –                    | 3                    | –     | 33  |
| Irlande                                           | 1                    |                        | 5                    | 3                     | 3                     | 4                 | –                       | –                   | 10                     | 2                     | –                        | –                   | –                      | 7                      | 2                    | 7                    | –                    | 4                    | 3                    | 1                    | –                    | –     | 52  |
| Lettonie                                          | –                    | –                      |                      | –                     | –                     | –                 | –                       | –                   | –                      | –                     | –                        | –                   | –                      | 6                      | –                    | –                    | –                    | 1                    | –                    | –                    | –                    | –     | 7   |
| Serbie                                            | 12                   | –                      | –                    |                       | –                     | 2                 | 4                       | –                   | –                      | 12                    | 2                        | –                   | 5                      | –                      | –                    | –                    | –                    | –                    | 6                    | 12                   | –                    | 5     | 60  |
| Pologne                                           | –                    | 10                     | –                    | –                     |                       | 3                 | –                       | 3                   | 3                      | –                     | –                        | 1                   | 1                      | 3                      | 1                    | 6                    | 6                    | –                    | 2                    | 4                    | –                    | –     | 43  |
| Norvège                                           | 8                    | 8                      | 10                   | 8                     | 10                    |                   | 8                       | 10                  | 12                     | 8                     | 10                       | 12                  | 8                      | 12                     | 10                   | 8                    | 10                   | 12                   | 12                   | 3                    | 10                   | 12    | 201 |
| Chypre                                            | –                    | 2                      | 1                    | 2                     | –                     | –                 |                         | 1                   | 7                      | –                     | –                        | –                   | 12                     | 1                      | –                    | –                    | –                    | 6                    | –                    | –                    | –                    | –     | 32  |
| Slovaquie                                         | –                    | 1                      | –                    | –                     | –                     | –                 | –                       |                     | –                      | –                     | –                        | –                   | –                      | –                      | –                    | 4                    | 2                    | –                    | –                    | –                    | 1                    | –     | 8   |
| Danemark                                          | 2                    | 7                      | 3                    | –                     | 1                     | 12                | 3                       | –                   |                        | 5                     | 3                        | 2                   | 2                      | 5                      | –                    | 5                    | –                    | 8                    | 7                    | –                    | –                    | 4     | 69  |
| Slovénie                                          | 7                    | –                      | –                    | 5                     | –                     | –                 | –                       | –                   | –                      |                       | –                        | –                   | –                      | –                      | –                    | 2                    | –                    | –                    | –                    | –                    | –                    | –     | 14  |
| Hongrie                                           | –                    | –                      | –                    | –                     | –                     | –                 | –                       | 2                   | –                      | –                     |                          | 8                   | –                      | –                      | –                    | 3                    | –                    | –                    | –                    | –                    | –                    | 3     | 16  |
| Azerbaïdjan                                       | 6                    | 6                      | 8                    | 6                     | 12                    | 6                 | 10                      | 12                  | 8                      | 6                     | 12                       |                     | 7                      | 10                     | 12                   | –                    | 12                   | 10                   | 8                    | 10                   | 12                   | 7     | 180 |
| Grèce                                             | 3                    | –                      | 4                    | 10                    | 2                     | 1                 | 12                      | 5                   | 2                      | 4                     | 6                        | 4                   |                        | 4                      | 6                    | 12                   | 4                    | 5                    | 10                   | 6                    | 4                    | 6     | 110 |
| Lituanie                                          | –                    | 12                     | 7                    | –                     | 4                     | 7                 | 1                       | –                   | 5                      | –                     | –                        | 6                   | –                      |                        | 4                    | –                    | 5                    | 7                    | –                    | 2                    | 5                    | 1     | 66  |
| Moldavie                                          | 5                    | 5                      | 2                    | 7                     | 5                     | 10                | 7                       | 7                   | –                      | 3                     | 5                        | 7                   | 6                      | –                      |                      | –                    | 8                    | 2                    | 4                    | 7                    | 8                    | 8     | 106 |
| Albanie                                           | 10                   | –                      | –                    | –                     | 6                     | 5                 | –                       | 4                   | 6                      | 7                     | 4                        | 5                   | 10                     | –                      | 5                    |                      | 3                    | –                    | 1                    | 5                    | 2                    | –     | 73  |
| Ukraine                                           | –                    | 3                      | 6                    | 1                     | 7                     | –                 | 6                       | 6                   | –                      | –                     | 8                        | 10                  | 3                      | 2                      | 8                    | –                    |                      | 3                    | –                    | –                    | 7                    | 10    | 80  |
| Estonie                                           | 4                    | 4                      | 12                   | 4                     | 8                     | 8                 | 5                       | 8                   | 4                      | 1                     | 7                        | 3                   | 4                      | 8                      | 7                    | –                    | 7                    |                      | 5                    | 8                    | 6                    | 2     | 115 |
| Pays-Bas                                          | –                    | –                      | –                    | –                     | –                     | –                 | –                       | –                   | 1                      | –                     | –                        | –                   | –                      | –                      | –                    | 10                   | –                    | –                    |                      | –                    | –                    | –     | 11  |
| Le tableau suit l'ordre de passage des candidats. |                      |                        |                      |                       |                       |                   |                         |                     |                        |                       |                          |                     |                        |                        |                      |                      |                      |                      |                      |                      |                      |       |     |

### Finale
| Méthode de vote : - 50 % jury et 50 % télévote - 100 % jury | Méthode de vote : - 50 % jury et 50 % télévote - 100 % jury | Points attribués     | Points attribués       | Points attribués | Points attribués | Points attribués       | Points attribués       | Points attribués    | Points attribués     | Points attribués     | Points attribués | Points attribués     | Points attribués       | Points attribués      | Points attribués  | Points attribués       | Points attribués     | Points attribués       | Points attribués       | Points attribués       | Points attribués                | Points attribués        | Points attribués    | Points attribués                 | Points attribués     | Points attribués      | Points attribués     | Points attribués     | Points attribués  | Points attribués      | Points attribués     | Points attribués     | Points attribués      | Points attribués    | Points attribués       | Points attribués     | Points attribués    | Points attribués       | Points attribués       | Points attribués     | Points attribués      | Points attribués         | Points attribués      | Points attribués | Points attribués |
| ----------------------------------------------------------- | ----------------------------------------------------------- | -------------------- | ---------------------- | ---------------- | ---------------- | ---------------------- | ---------------------- | ------------------- | -------------------- | -------------------- | ---------------- | -------------------- | ---------------------- | --------------------- | ----------------- | ---------------------- | -------------------- | ---------------------- | ---------------------- | ---------------------- | ------------------------------- | ----------------------- | ------------------- | -------------------------------- | -------------------- | --------------------- | -------------------- | -------------------- | ----------------- | --------------------- | -------------------- | -------------------- | --------------------- | ------------------- | ---------------------- | -------------------- | ------------------- | ---------------------- | ---------------------- | -------------------- | --------------------- | ------------------------ | --------------------- | ---------------- | ---------------- |
| Méthode de vote : - 50 % jury et 50 % télévote - 100 % jury | Méthode de vote : - 50 % jury et 50 % télévote - 100 % jury | Drapeau de l'Espagne | Drapeau de la Belgique |                  | Drapeau de Malte | Drapeau de l'Allemagne | Drapeau de la Tchéquie | Drapeau de la Suède | Drapeau de l'Islande | Drapeau de la France | Drapeau d’Israël | Drapeau de la Russie | Drapeau de la Lettonie | Drapeau du Monténégro | Drapeau d'Andorre | Drapeau de la Finlande | Drapeau de la Suisse | Drapeau de la Bulgarie | Drapeau de la Lituanie | Drapeau du Royaume-Uni | Drapeau de la Macédoine du Nord | Drapeau de la Slovaquie | Drapeau de la Grèce | Drapeau de la Bosnie-Herzégovine | Drapeau de l'Ukraine | Drapeau de la Turquie | Drapeau de l'Albanie | Drapeau de la Serbie | Drapeau de Chypre | Drapeau de la Pologne | Drapeau des Pays-Bas | Drapeau de l'Estonie | Drapeau de la Croatie | Drapeau du Portugal | Drapeau de la Roumanie | Drapeau de l'Irlande | Drapeau du Danemark | Drapeau de la Moldavie | Drapeau de la Slovénie | Drapeau de l'Arménie | Drapeau de la Hongrie | Drapeau de l'Azerbaïdjan | Drapeau de la Norvège | Total            |                  |
| Pays                                                        | Lituanie                                                    | –                    | –                      | –                | –                | –                      | –                      | –                   | –                    | –                    | –                | –                    | 7                      | –                     | –                 | –                      | –                    | 1                      |                        | 4                      | –                               | –                       | –                   | –                                | –                    | –                     | –                    | –                    | –                 | –                     | –                    | 2                    | –                     | –                   | –                      | 7                    | 1                   | –                      | –                      | –                    | –                     | 1                        | –                     | 23               |                  |
| Pays                                                        | Israël                                                      | –                    | 8                      | –                | –                | –                      | 4                      | –                   | –                    | 10                   |                  | –                    | –                      | 4                     | 7                 | –                      | 1                    | –                      | –                      | –                      | –                               | 5                       | –                   | 8                                | 1                    | –                     | –                    | –                    | –                 | –                     | –                    | 5                    | –                     | –                   | –                      | –                    | –                   | –                      | –                      | –                    | –                     | –                        | –                     | 53               |                  |
| Pays                                                        | France                                                      | 3                    | 1                      | 7                | –                | 3                      | –                      | –                   | 6                    |                      | 5                | 10                   | 5                      | 1                     | 3                 | 4                      | 7                    | –                      | 6                      | 1                      | –                               | –                       | 6                   | 6                                | 3                    | –                     | 2                    | 3                    | –                 | –                     | 6                    | –                    | –                     | –                   | –                      | 3                    | 2                   | –                      | 7                      | 6                    | –                     | –                        | 1                     | 107              |                  |
| Pays                                                        | Suède                                                       | –                    | –                      | –                | 4                | –                      | –                      |                     | 3                    | 2                    | –                | –                    | –                      | –                     | 2                 | 7                      | –                    | –                      | –                      | –                      | –                               | –                       | –                   | –                                | –                    | –                     | 1                    | –                    | –                 | –                     | –                    | 6                    | –                     | –                   | –                      | –                    | 4                   | –                      | –                      | –                    | –                     | –                        | 4                     | 33               |                  |
| Pays                                                        | Croatie                                                     | –                    | –                      | –                | –                | –                      | –                      | –                   | 1                    | –                    | –                | –                    | –                      | 8                     | –                 | –                      | –                    | –                      | –                      | –                      | 4                               | –                       | 2                   | 12                               | –                    | –                     | –                    | 5                    | –                 | –                     | –                    | –                    |                       | –                   | –                      | –                    | –                   | 2                      | 6                      | –                    | –                     | 5                        | –                     | 45               |                  |
| Pays                                                        | Portugal                                                    | 8                    | 6                      | –                | –                | –                      | 7                      | –                   | 7                    | 7                    | –                | –                    | –                      | –                     | 6                 | –                      | 10                   | –                      | –                      | –                      | –                               | 2                       | –                   | 1                                | –                    | –                     | –                    | –                    | –                 | –                     | –                    | 3                    | –                     |                     | –                      | –                    | –                   | –                      | –                      | –                    | –                     | –                        | –                     | 57               |                  |
| Pays                                                        | Islande                                                     | –                    | –                      | 2                | 12               | 7                      | 2                      | 10                  |                      | –                    | 10               | 3                    | 8                      | 5                     | 8                 | 10                     | 5                    | 5                      | 8                      | 8                      | 2                               | 6                       | 4                   | –                                | –                    | 2                     | 6                    | –                    | 5                 | 1                     | 7                    | 8                    | 2                     | 8                   | 10                     | 12                   | 10                  | 3                      | 5                      | 5                    | 7                     | –                        | 12                    | 218              |                  |
| Pays                                                        | Grèce                                                       | 1                    | 5                      | 5                | 7                | 6                      | –                      | 2                   | –                    | –                    | –                | 4                    | –                      | 2                     | –                 | –                      | 2                    | 12                     | –                      | 5                      | –                               | –                       |                     | 5                                | –                    | –                     | 12                   | 6                    | 12                | –                     | 1                    | –                    | 7                     | –                   | 8                      | –                    | –                   | –                      | 4                      | 10                   | 4                     | –                        | –                     | 120              |                  |
| Pays                                                        | Arménie                                                     | 4                    | 7                      | 1                | –                | –                      | 12                     | 3                   | 5                    | 6                    | 8                | 5                    | –                      | –                     | –                 | 1                      | –                    | 6                      | –                      | –                      | 1                               | 3                       | –                   | –                                | 2                    | 6                     | –                    | –                    | 4                 | 2                     | 5                    | –                    | –                     | 4                   | 7                      | –                    | –                   | –                      | –                      |                      | –                     | –                        | –                     | 92               |                  |
| Pays                                                        | Russie                                                      | –                    | –                      | 8                | –                | 5                      | 8                      | –                   | –                    | –                    | 7                |                      | 6                      | –                     | –                 | –                      | –                    | –                      | 7                      | –                      | –                               | –                       | –                   | –                                | 8                    | 4                     | –                    | –                    | 1                 | 3                     | –                    | 10                   | –                     | –                   | –                      | –                    | –                   | 6                      | –                      | 12                   | –                     | 6                        | –                     | 91               |                  |
| Pays                                                        | Azerbaïdjan                                                 | –                    | 3                      | 10               | 1                | –                      | 10                     | 8                   | –                    | 1                    | 6                | 7                    | 4                      | 6                     | –                 | 2                      | –                    | 8                      | 5                      | 3                      | 3                               | 4                       | 8                   | 3                                | 10                   | 12                    | 4                    | 4                    | 8                 | 6                     | 10                   | 7                    | 10                    | –                   | 4                      | –                    | 8                   | 10                     | 1                      | 1                    | 10                    |                          | 10                    | 207              |                  |
| Pays                                                        | Bosnie-Herzégovine                                          | –                    | –                      | –                | –                | 2                      | –                      | 5                   | 2                    | –                    | –                | –                    | –                      | 12                    | –                 | 6                      | 4                    | 4                      | –                      | –                      | 10                              | 8                       | –                   |                                  | –                    | 8                     | 5                    | 12                   | –                 | –                     | 4                    | –                    | 12                    | –                   | –                      | –                    | –                   | –                      | 10                     | –                    | –                     | 2                        | –                     | 106              |                  |
| Pays                                                        | Moldavie                                                    | 5                    | 4                      | –                | –                | –                      | –                      | –                   | –                    | –                    | 1                | 1                    | –                      | –                     | –                 | –                      | –                    | –                      | –                      | –                      | –                               | –                       | –                   | –                                | 7                    | 7                     | –                    | –                    | –                 | 5                     | –                    | –                    | 3                     | 12                  | 12                     | –                    | –                   |                        | –                      | 2                    | –                     | 7                        | 3                     | 63               |                  |
| Pays                                                        | Malte                                                       | –                    | –                      | –                |                  | 4                      | –                      | –                   | –                    | –                    | –                | –                    | 1                      | –                     | 1                 | 3                      | –                    | –                      | 1                      | 6                      | –                               | –                       | –                   | –                                | –                    | –                     | –                    | 7                    | –                 | –                     | –                    | –                    | –                     | –                   | 3                      | 5                    | –                   | –                      | –                      | –                    | –                     | –                        | –                     | 83               |                  |
| Pays                                                        | Estonie                                                     | –                    | –                      | 4                | –                | 1                      | –                      | 7                   | 10                   | –                    | –                | 8                    | 10                     | –                     | –                 | 12                     | –                    | –                      | 10                     | –                      | –                               | 12                      | 5                   | –                                | 4                    | –                     | –                    | –                    | 3                 | 8                     | –                    |                      | 6                     | –                   | 1                      | 6                    | 5                   | 7                      | –                      | –                    | 6                     | 4                        | –                     | 129              |                  |
| Pays                                                        | Danemark                                                    | –                    | –                      | –                | 6                | –                      | –                      | –                   | 4                    | 5                    | –                | –                    | 3                      | –                     | 5                 | –                      | –                    | –                      | 2                      | –                      | –                               | –                       | –                   | –                                | 5                    | –                     | –                    | 1                    | 6                 | 7                     | –                    | –                    | –                     | –                   | 2                      | 4                    |                     | 5                      | 8                      | –                    | 3                     | –                        | 8                     | 74               |                  |
| Pays                                                        | Allemagne                                                   | –                    | 2                      | –                | –                |                        | –                      | –                   | –                    | 3                    | –                | –                    | –                      | –                     | –                 | –                      | –                    | –                      | –                      | 7                      | –                               | –                       | –                   | 2                                | –                    | 1                     | 3                    | –                    | –                 | –                     | 2                    | –                    | –                     | 1                   | –                      | 1                    | 7                   | –                      | –                      | –                    | –                     | –                        | 6                     | 35               |                  |
| Pays                                                        | Turquie                                                     | 2                    | 12                     | –                | 5                | 10                     | 1                      | 6                   | –                    | 12                   | 3                | –                    | –                      | 3                     | –                 | 5                      | 12                   | 10                     | –                      | 12                     | 12                              | –                       | 3                   | 7                                | –                    |                       | 10                   | –                    | –                 | –                     | 8                    | –                    | 1                     | 3                   | 6                      | –                    | 6                   | –                      | –                      | 4                    | 5                     | 12                       | 7                     | 177              |                  |
| Pays                                                        | Albanie                                                     | –                    | –                      | –                | –                | –                      | –                      | 1                   | –                    | –                    | –                | –                    | –                      | 7                     | –                 | –                      | 6                    | –                      | –                      | –                      | 7                               | –                       | 7                   | –                                | –                    | 10                    |                      | –                    | –                 | –                     | –                    | 1                    | 5                     | –                   | –                      | –                    | –                   | –                      | 2                      | –                    | 2                     | –                        | –                     | 48               |                  |
| Pays                                                        | Norvège                                                     | 12                   | 10                     | 12               | 8                | 12                     | 3                      | 12                  | 12                   | 8                    | 12               | 12                   | 12                     | 10                    | 10                | 8                      | 8                    | 2                      | 12                     | 10                     | 8                               | 10                      | 10                  | 10                               | 12                   | 3                     | 7                    | 10                   | 10                | 12                    | 12                   | 12                   | 8                     | 5                   | 5                      | 8                    | 12                  | 8                      | 12                     | 8                    | 12                    | 8                        |                       | 387              |                  |
| Pays                                                        | Ukraine                                                     | 6                    | –                      | 6                | 2                | –                      | 5                      | –                   | –                    | –                    | 2                | 2                    | –                      | –                     | –                 | –                      | –                    | –                      | 4                      | 2                      | –                               | 1                       | –                   | –                                |                      | –                     | –                    | –                    | –                 | 10                    | –                    | –                    | –                     | 6                   | –                      | –                    | –                   | 4                      | –                      | 3                    | 8                     | 10                       | 5                     | 76               |                  |
| Pays                                                        | Roumanie                                                    | 7                    | –                      | –                | –                | –                      | –                      | –                   | –                    | –                    | –                | –                    | –                      | –                     | –                 | –                      | –                    | –                      | –                      | –                      | 5                               | –                       | –                   | –                                | –                    | 5                     | –                    | 2                    | 2                 | –                     | –                    | –                    | –                     | 2                   |                        | 2                    | –                   | 12                     | –                      | –                    | –                     | 3                        | –                     | 40               |                  |
| Pays                                                        | Royaume-Uni                                                 | 10                   | –                      | 3                | 10               | 8                      | 6                      | –                   | –                    | 4                    | 4                | 6                    | 4                      | –                     | 4                 | –                      | –                    | 7                      | 3                      |                        | 6                               | 7                       | 12                  | 4                                | 6                    | –                     | 8                    | 8                    | 7                 | 4                     | 3                    | –                    | 4                     | 10                  | –                      | 10                   | 3                   | 1                      | 3                      | 7                    | 1                     | –                        | 2                     | 173              |                  |
| Pays                                                        | Finlande                                                    | –                    | –                      | –                | 3                | –                      | –                      | 4                   | 8                    | –                    | –                | –                    | –                      | –                     | –                 |                        | –                    | 3                      | –                      | –                      | –                               | –                       | –                   | –                                | –                    | –                     | –                    | –                    | –                 | –                     | –                    | 4                    | –                     | –                   | –                      | –                    | –                   | –                      | –                      | –                    | –                     | –                        | –                     | 22               |                  |
| Pays                                                        | Espagne                                                     |                      | –                      | –                | –                | –                      | –                      | –                   | –                    | –                    | –                | –                    | –                      | –                     | 12                | –                      | 3                    | –                      | –                      | –                      | –                               | –                       | 1                   | –                                | –                    | –                     | –                    | –                    | –                 | –                     | –                    | –                    | –                     | 7                   | –                      | –                    | –                   | –                      | –                      | –                    | –                     | –                        | –                     | 23               |                  |
| Pays                                                        | Le tableau suit l'ordre de passage des candidats.           |                      |                        |                  |                  |                        |                        |                     |                      |                      |                  |                      |                        |                       |                   |                        |                      |                        |                        |                        |                                 |                         |                     |                                  |                      |                       |                      |                      |                   |                       |                      |                      |                       |                     |                        |                      |                     |                        |                        |                      |                       |                          |                       |                  |                  |

## Prix Marcel-Bezençon
Les prix Marcel-Bezençon sont remis pour la première fois durant le Concours Eurovision de la chanson 2002 à Tallinn en Estonie pour honorer les meilleures chansons en compétition lors de la finale. Fondés par Christer Björkman (représentant de la Suède lors du Concours 1992 et Richard Herrey (membre des Herreys et vainqueur suédois du Concours 1984), les prix portent le nom du créateur de la compétition annuelle, Marcel Bezençon. Remis tous les ans, ils sont répartis en trois catégories : le prix de la presse attribué par les médias accrédités à la meilleure chanson, le prix de la meilleure performance artistique attribué au meilleur artiste par les commentateurs du concours et, enfin, le prix de la meilleure composition attribué par les auteurs-compositeurs participants aux meilleurs compositeurs de la soirée. En 2009, les candidats récompensés sont:
| Catégorie                                   | Pays               | Artiste(s)      | Chanson                  | Place | Points |
| ------------------------------------------- | ------------------ | --------------- | ------------------------ | ----- | ------ |
| Prix de la meilleure performance artistique | France             | Patricia Kaas   | Et s'il fallait le faire | 8     | 107    |
| Prix de la presse                           | Norvège            | Alexander Rybak | Fairytale                | 1     | 387    |
| Prix de la meilleure composition            | Bosnie-Herzégovine | Regina          | Bistra voda              | 9     | 106    |

## Controverses

### Pride interdite à Moscou
Plusieurs associations russes profitent de l'évènement pour attirer l'attention de l'opinion publique internationale sur les atteintes aux droits des minorités sexuelles commises par le gouvernement du pays hôte. Elles décident pour cela d'organiser une Pride à Moscou, le samedi 16 mai 2009, jour de la finale du concours. Les autorités de la capitale leur refusent toute autorisation et menacent les organisateurs de réprimer sévèrement leurs tentatives. Le jour venu, la manifestation fut brutalement interrompue par la police municipale et une vingtaine de personnes furent arrêtées. Plusieurs participants au Concours manifestent leur soutien aux associations concernées, notamment la représentante suédoise, Malena Ernman, et le représentant norvégien, Alexander Rybak. Les représentants néerlandais, le groupe De Toppers, menacent de se retirer en cas de violences policières. Leur élimination en demi-finale les empêche cependant de mettre cette menace à exécution.

### Retrait de la Géorgie pour chanson politique
À la suite du conflit armé d'août 2008 qui l'oppose à la Russie, pays hôte de cette édition du concours, la Géorgie décide de se retirer. Le pays revient cependant sur sa décision en décembre 2008 et s'inscrit auprès de l’UER et est alors placé dans la première demi-finale. Au terme d’une sélection nationale ouverte, la chanson retenue est We Don't Wanna Put In (Nous ne voulons pas le prendre en compte), interprétée par le groupe Stefane & 3G. Elle suscite immédiatement la controverse et un vaste mouvement de protestation en Russie. Son titre est en effet à double entente : il peut aussi se comprendre comme We Don't Wanna Putin (Nous ne voulons pas de Poutine) et donc comme une attaque personnelle à l’encontre du Premier Ministre russe. Après qu'elle lui ait été soumise, le Groupe de Référence de l’UER refuse le morceau. Le Groupe base sa décision sur le paragraphe 9 de l'article 4 du règlement du concours, qui stipule qu'aucune allusion politique ne peut être faite dans les paroles d'une chanson. Le Groupe donne le choix à la Géorgie : modifier le titre et le passage concerné, ou bien choisir une autre chanson. La télévision publique géorgienne refuse toute modification et décide de se retirer du concours, invoquant une mesure censoriale et une atteinte à la liberté d'expression. Par la suite, le groupe Stefane & 3G admet que la chanson comporte bien un message politique et que leur objectif était de ridiculiser Vladimir Poutine.

### Diffusion différée de la deuxième demi-finale en Espagne
Conformément à un accord préalable avec l’UER, l'Espagne devait diffuser la deuxième demi-finale et permettre aux téléspectateurs espagnols de voter pour les dix-neuf chansons en lice. Mais l’horaire de diffusion coïncidait avec celui d’un match de tennis. La télévision publique espagnole décide au dernier moment de privilégier ce dernier et repoussa d’une heure la retransmission du concours. Par conséquent, les téléspectateurs espagnols virent la deuxième demi-finale en différé et ne purent voter. Seuls les votes du jury professionnel furent pris en compte. Le Groupe de Référence de l’UER estime par la suite que le pays avait enfreint le règlement du concours. La télévision publique espagnole se voit infliger une amende, mais n'est cependant pas exclue de l’édition 2010.

### Tensions entre Arménie et Azerbaïdjan
Les relations entre l’Arménie et l’Azerbaïdjan sont particulièrement tendues durant cette édition du concours. Ainsi, après la première demi-finale, la délégation azerbaïdjanaise se plaint officiellement auprès des organisateurs russes et de l’UER. La carte postale introduisant l’Arménie montre en effet un monument nommé Nous sommes nos montagnes, représentant les têtes géantes stylisées d’un couple de paysans. Or ce monument est situé au Haut-Karabagh, région sécessionniste d’Azerbaïdjan, peuplée majoritairement d’Arméniens et constituée en république de facto, non reconnue par la communauté internationale. Lors de la finale, la carte postale de l’Arménie est éditée et l’image controversée, supprimée. Mais la télévision publique arménienne décide de répliquer durant le vote. L’image du monument est incrustée à l’écran, derrière la porte-parole arménienne, et collée sur le support lui permettant de lire les résultats.
Après la finale, l’Arménie accuse publiquement l’Azerbaïdjan d’avoir empêché les téléspectateurs azerbaïdjanais de voter pour la chanson arménienne, en masquant les numéros téléphoniques nécessaires, et d’avoir ainsi manipulé les résultats en sa défaveur. En outre, elle révèle que plusieurs citoyens azerbaïdjanais ont été arrêtés et interrogés par la Sûreté Nationale, qui les soupçonnaient d’avoir malgré tout voté pour Inga & Anush. Les autorités azerbaïdjanaises démentent vivement ces accusations, mais l’UER décide de lancer une enquête. Il est finalement prouvé que la télévision publique azerbaïdjanaise avait manipulé le vote. L’UER lui inflige une amende, ainsi qu’une menace de sanction : en cas de récidive prouvée, le pays serait exclu de l'Eurovision pour trois ans.
À la suite de cette controverse, l’UER modifie le règlement du concours, y incluant une interdiction formelle de violer la vie privée des téléspectateurs et une obligation de leur laisser leur entière liberté de vote. En outre, les télédiffuseurs sont désormais tenus responsables de toutes les actions en rapport avec le concours, entreprises par leur gouvernement. Si ce dernier enfreignait le règlement, les télédiffuseurs se verraient infliger amendes et autres exclusions.

## Télédiffuseurs
| Ordre | Pays               | Télédiffuseur(s)        | Commentateur(s)                                     | Porte-parole                 |
| ----- | ------------------ | ----------------------- | --------------------------------------------------- | ---------------------------- |
| 26    | Albanie            | RTSH                    | Leon Menkshi                                        | Leon Menkshi                 |
| 05    | Allemagne          | Das Erste               | Tim Frühling                                        | Thomas Anders                |
| 05    | Allemagne          | NRD 2                   | Thomas Mohr & Ina Müller                            | Thomas Anders                |
| 14    | Andorre            | RTVA                    | Meri Picart                                         | Brigits García               |
| 39    | Arménie            | Arménie 1               | Khoren Levonyan                                     | Sirusho                      |
| 41    | Azerbaïdjan        | İTV                     | Leyla Aliyeva, Isa Malikov et AySel                 | Hüsniyyə Məhərrəmova         |
| 02    | Belgique           | La Une                  | Jean-Pierre Hautier & Jean-Louis Lahaye             | Maureen Louys                |
| 02    | Belgique           | La Première             | Patrick Duhamel & Corinne Boulangier                | Maureen Louys                |
| 02    | Belgique           | Één                     | André Vermeulen & Anja Daems                        | Maureen Louys                |
| 02    | Belgique           | Radio 2                 | Michel Follet                                       | Maureen Louys                |
| 03    | Biélorussie        | BTRC                    | Denis Kurian                                        | Ekaterina Litvinova          |
| 23    | Bosnie-Herzégovine | BHT1                    | Dejan Kukrić                                        | Elvir Laković                |
| 17    | Bulgarie           | BNT                     | Elena Rosberg & Georgi Kushvaliev                   | Joanna Dragneva              |
| 28    | Chypre             | RIK 1                   | Melina Karageorgiou                                 | Sophia Paraskeva             |
| 28    | Chypre             | CyBC Radio 2            | Nathan Morley                                       | Sophia Paraskeva             |
| 32    | Croatie            | HRT                     | Duško Čurlić                                        | Mila Horvat                  |
| 36    | Danemark           | DR1                     | Nicolaj Molbech                                     | Felix Smith                  |
| 01    | Espagne            | TVE1                    | Joaquín Guzmán                                      | Iñaki del Moral              |
| 31    | Estonie            | ETV                     | Marko Reikop & Olav Osolin                          | Laura Põldvere               |
| 15    | Finlande           | YLE TV2                 | Jaana Pelkonen, Mikko Peltola & Asko Murtomäki      | Jari Sillanpää               |
| 15    | Finlande           | YLE Radio Suomi         | Sanna Kojo & Jorma Hietamäki                        | Jari Sillanpää               |
| 09    | France             | France 4 (Demi-finale)  | Peggy Olmi & Yann Renoard                           | Yann Renoard                 |
| 09    | France             | France 3 (Finale)       | Julien Courbet & Cyril Hanouna                      | Yann Renoard                 |
| 09    | France             | France Bleu             | François Kevorkian                                  | Yann Renoard                 |
| 22    | Grèce              | NET                     | Maggira Sisters                                     | Alexis Kostalas              |
| 40    | Hongrie            | MTV1                    | Gábor Gundel Takács                                 | Éva Novodomszky              |
| 35    | Irlande            | RTÉ One                 | Marty Whelan                                        | Derek Mooney                 |
| 35    | Irlande            | RTÉ Radio 1             | Maxi                                                | Derek Mooney                 |
| 08    | Islande            | Sjónvarpið              | Sigmar Guðmundsson                                  | Þóra Tómasdóttir             |
| 10    | Israël             | Aroutz 1                | pas de commentateur                                 | Ofer Nachshon                |
| 12    | Lettonie           | LTV                     | Kārlis Streips                                      | Roberto Meloni               |
| 18    | Lituanie           | LRT                     | Darius Užkuraitis                                   | Ignas Krupavičius            |
| 20    | Macédoine          | MTV 1                   | Karolina Petkovska & Aleksandra Jovanovska          | Frosina Josifovska           |
| 04    | Malte              | PBS                     | Valerie Vella                                       | Pauline Agius                |
| 37    | Moldavie           | TRM                     | ?                                                   | Andrei Porubin               |
| 13    | Monténégro         | TVCG2                   | Dražen Bauković & Tamara Ivanković                  | Jovana Vukčević              |
| 42    | Norvège            | NRK1                    | Synnøve Svabø                                       | Stian Barsnes Simonsen       |
| 30    | Pays-Bas           | Nederland 1             | Cornald Maas                                        | Yolanthe Cabau van Kasbergen |
| 29    | Pologne            | TVP 1                   | Artur Orzech                                        | Radek Brzózka                |
| 33    | Portugal           | RTP1                    | Hélder Reis                                         | Helena Coelho                |
| 06    | Tchéquie           | ČT                      | Jan Rejžek                                          | Petra Šubrtová               |
| 34    | Roumanie           | TVR1                    | Ioana Isopescu & Alexandru Nagy                     | Alina Sorescu                |
| 19    | Royaume-Uni        | BBC Three (Demi-finale) | Paddy O’Connell & Sarah Cawood                      | Duncan James                 |
| 19    | Royaume-Uni        | BBC One (Finale)        | Graham Norton                                       | Duncan James                 |
| 19    | Royaume-Uni        | BBC Radio 2             | Ken Bruce                                           | Duncan James                 |
| 11    | Russie             | Pierviy Kanal           | Yana Churikova, Alexey Manuylov et Philipp Kirkorov | Ingeborga Dapkūnaitė         |
| 27    | Serbie             | RTS1                    | Dragoljub Ilić & Duška Vučinić-Lučić                | Jovana Janković              |
| 21    | Slovaquie          | STV                     | Roman Bomboš                                        | Ľubomír Bajaník              |
| 38    | Slovénie           | SLO1                    | Andrej Hofer                                        | Peter Poles                  |
| 07    | Suède              | SVT1                    | Shirley Clamp & Edward af Sillén                    | Sarah Dawn Finer             |
| 16    | Suisse             | TSR 2                   | Jean-Marc Richard & Nicolas Tanner                  | Cécile Bähler                |
| 16    | Suisse             | SF Zwei                 | Sven Epiney                                         | Cécile Bähler                |
| 16    | Suisse             | RSI La 2                | Sandy Altermatt                                     | Cécile Bähler                |
| 25    | Turquie            | TRT 1                   | Bülend Özveren                                      | Meltem Ersan Yazgan          |
| 24    | Ukraine            | NTU                     | Tymur Miroshnychenko                                | Marysya Horobets             |
| 24    | Ukraine            | NRU                     | Pavlo Shylko                                        | Marysya Horobets             |